# Battaglia di Fombio
La battaglia di Fombio dell'8 maggio 1796 fu la prima battaglia combattuta tra l'Armata d'Italia di Napoleone e le truppe austriache che difendevano la Lombardia.
I francesi volevano attraversare il Po senza incorrere in uno scontro frontale con gli austriaci. Dopo una audace manovra, l'avanguardia francese si scontrò con una guarnigione austriaca nel paese di Fombio, testa di ponte della traversata. Penalizzati da una difesa male organizzata e da un esiguo numero di effettivi, gli austriaci furono messi in fuga, mentre i francesi raggiunsero Codogno, entrando così nella Lombardia

## Contesto storico
L'arrivo di Napoleone Bonaparte alla guida dell'Armata d'Italia era stato sufficiente a ribaltare l'esito di una guerra che si protraeva da quattro anni: con una serie continua di rapida vittorie, il generale era riuscito a separare le forze austriache da quelle piemontesi e costringere quest'ultime ad una pace separata, formalizzata dall'Armistizio di Cherasco.

## Antefatti
Dopo aver liquidato la questione sabauda, Napoleone poteva finalmente concentrarsi sull'ostacolo maggiore tra la sua armata e Vienna: gli austriaci di Beaulieu. Nonostante alcune vittorie su dei distaccamenti isolati, come a Montenotte, Dego e Millesimo, Napoleone non aveva ancora affrontato le truppe austriache al completo e, a differenza di prima, ora lo scontro si era spostato sul suolo lombardo, terreno ben noto agli austriaci a differenza della Liguria. 

### Gli austriaci attraversano il Po
Il primo problema da affrontare per i francesi era come attraversare il Po. Infatti, mentre le truppe dell'Armata d'Italia erano impegnate ad attaccare i piemontesi, Beaulieu, che aveva portato le sue truppe da Acqui sino a Valenza, le spostò dall'altro lato del Po, a protezione di Milano, spostandosi sulla riva settentrionale del fiume il 2 maggio.
Il comandante austriaco era assolutamente convinto che Napoleone avrebbe tentato l'attraversamento del Po proprio a Valenza: era giunta voce agli austriaci di una clausola nel trattato di Cherasco che stabiliva che i francesi potessero passare attraverso la città sul Po. Pertanto, Beaulieu fece saltare i ponti della zona e si posizionò con i suoi 20 000 uomini tra Lomello e Sommo. Siccome l'unica alternativa per giungere a Milano era passare nei pressi delle confluenze con Adda e Ticino, Beaulieu fece scavare numerose trincee a Pavia e posizionò parte dell'artiglieria in città.

### La strategia di Napoleone
Bonaparte era certo che la clausola di Valenza avrebbe spinto Beaulieu ad agire esattamente come aveva fatto. In realtà, Napoleone non era intenzionato ad attraversare il fiume in quel punto: poteva sfruttare tutto l'arco del Po in Lombardia sino a Mantova, caposaldo della difesa austriaca. Va inoltre detto che, sebbene disponesse di genieri preparati, non disponeva di materiali per costruire i ponti necessari e non aveva sufficienti imbarcazioni per attraversare il fiume rapidamente e senza grandi scontri.

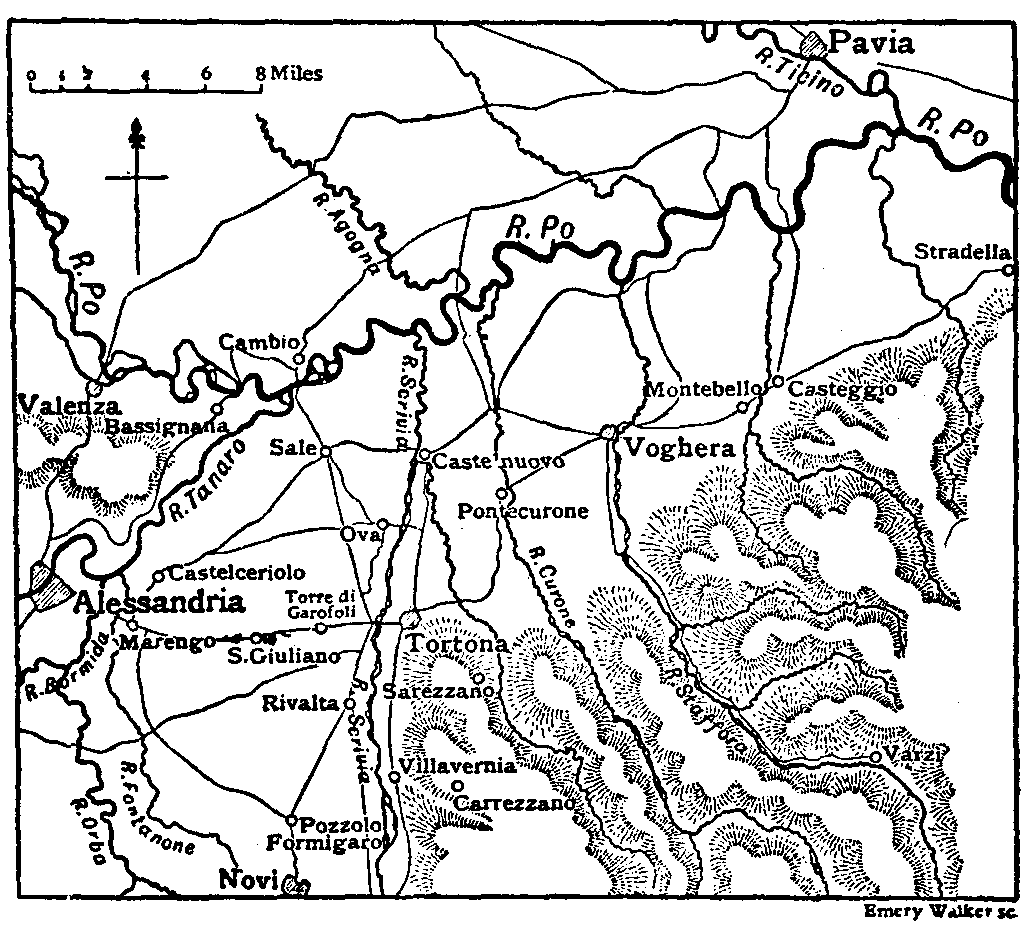
Posizionamento delle truppe francesi

L'idea di Napoleone per superare queste avversità fu semplice: creare un diversivo, facendo crdere a Beaulieu che l'attraversamento sarebbe stato effettuato vicino a Valenza, e poi lasciare che un'avanguardia avanzasse lungo la riva meridionale del Po, fino a trovare un punto sguarnito, o comunque poco difeso. Attraversato il fiume via ponte o via imbarcazione, il resto dell'esercito lo avrebbe raggiunto dopo una marcia forzata.
Napoleone, preparò il suo esercito alla manovra: Sèrurier e la sua divisione avrebbe dovuto restare tra Alessandria e Valenza e simulare i preparativi per la costruzione di un ponte; Massena si sarebbe sposatato a Tortona e Sale; Augereau a Castellania ed infine Laharpe, che avrebbe dovuto comandare l'avanguardia, a Voghera. L'avanguardia di Laharpe, composta da 3 000 granatieri e 1 500 cavalieri, partì il 6 maggio e raggiunse Piacenza il giorno seguente. Gli austriaci, che in zona avevano solo due squadroni, furono rapidamente dispersi ed il resto dell'esercito arrivò a Piacenza in giornata, pronto ad attraversare il fiume.

## La battaglia
Dopo aver superato il Po a Piacenza, le truppe repubblicane si trovarono ad affrontare un gruppo di austriaci al comando del generale Lipthay che tentarono disperatamente d'arginare l'onda dell'esercito nemico. Lipthay riuscì a respingere i francesi sul fiume ma, al calar della sera, decise di ritirarsi nel villaggio, forse sospettando di avere contro una forza numericamente superiore alla propria. Dopo che Augereau riuscì a trasportare in giornata i suoi 7 000 uomini, usando una chiatta trovata lungo il fiume, i Francesi avevano circa 10 o 12 migliaia di uomini sulla sponda nord del fiume.
Il giorno seguente, Napoleone divise le sue forze in tre colonne: una attaccava frontalmente Lipthay mentre le altre due bloccavano le vie d'accesso al paese da parte di Beaulieu. Una colonna bloccava la strada per Casalpusterlengo, l'altra quelle per Codogno e Pizzighettone. La colonna siistra era guidata dal colonnello Jean Lannes, quella centrale da Francois Lanusse e quella sinistra da Dallemagne. Dopo uno scontro particolarmente accesso, in cui gli austriaci persero circa 600 uomini, Lipthay decise di ritirarsi verso Codogno, facendosi largo tra i distaccamenti francesi. Sfruttando l'iniziativa acquisita, i francesi, guidati da Laharpe, proseguirono nella loro marcia, inseguendo Lipthay anche a Codogno, nonostante la notte stesse per calare.

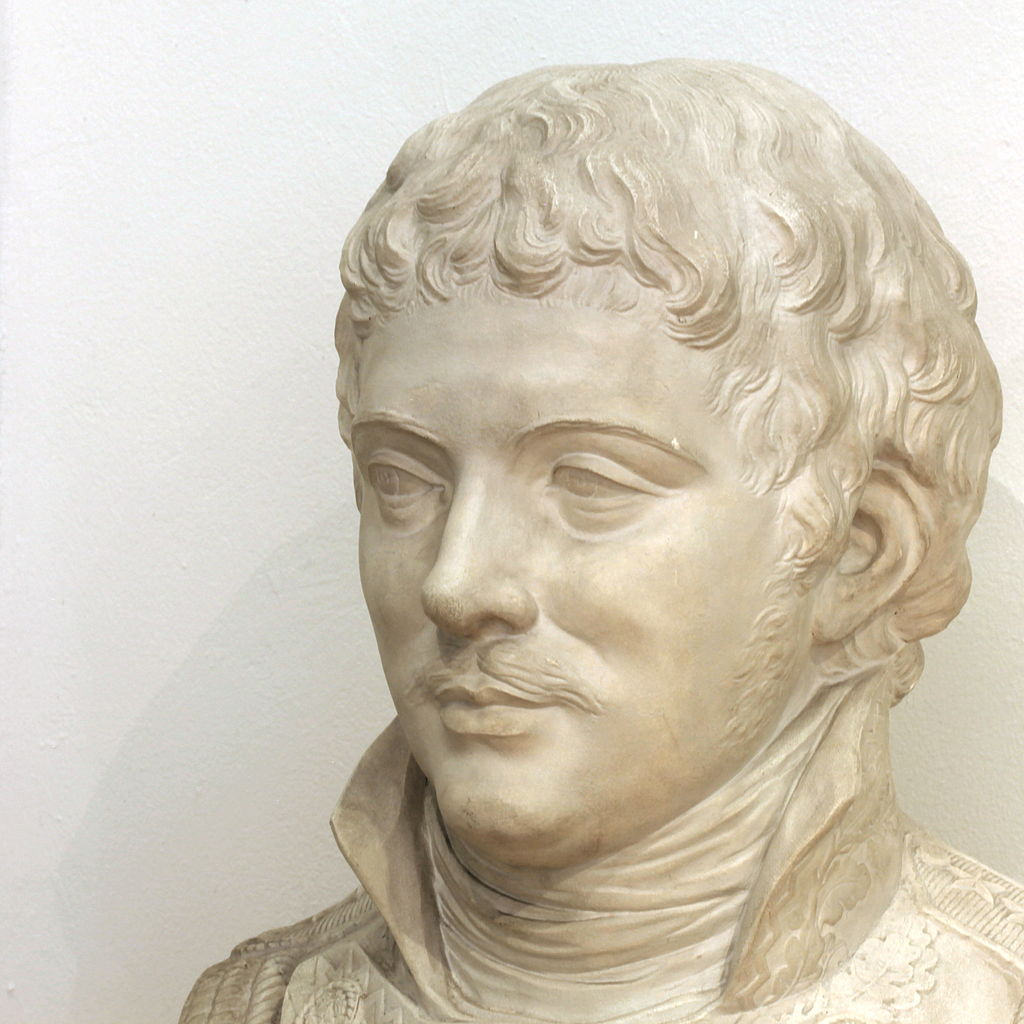
Il generale Amédée Laharpe

Ricevuti i rapporti di Lipthay, in parte arrivati in ritardo, Beaulieu decise di inviare rinforzi a Codogno, assegnando il generale Schubirz e circa 1 500 uomini a tale compito. Gli austriaci giunsero in città ed attaccarono le forze di Laharpe in piena notte. Sebbene l'attacco fosse stato efficace, questo aveva colpito solo gli avamposti dei francesi in città. Negli scontri, Laharpe venne colpito da fuoco amico e morì. Fu l'intervento tempestivo del generale Berthier, capo di stato maggiore di Napoleone, a rinvigorire l'offensiva francese e riorganizzare le truppe francesi, sconvolte dalla perdita del loro generale, per di più, un generale da essi molto rispettato. La mattina del giorno seguente le ultime truppe austriache lasciarono al città.

## Conseguenze
I francesi, sbaragliata la resistenza delle truppe austriache, si assicurarono un passaggio stabile sul Po, completando la traversata nella giornata del 9 maggio. Napoleone approfittò della ritirata austriaca per attraversare il fiume e chiudere un trattato con il duca di Parma, che non era in guerra con la Francia, dove si richiedeva il pagamento di due milioni di franchi. Nonostante gli ottimi risultati, Napoleone aveva perso uno dei suoi migliori sottoposti e rimpiazzarlo non sarebbe stato affatto semplice.
Per quanto riguarda gli austriaci, la questione era molto delicata: i francesi godevano di una netta superiorità numerica e se fossero riusciti a intrappolarli in pianura sarebbero stati costretti e sconfitti in una inevitabile battaglia campale. 
Quindi, per mantenere la possibilità di ricevere rinforzi dal Tirolo e di poter proseguire la guerra, Beaulieu decise di spostare le sue forze oltre al fiume Adda, sostanzialmente lasciando Milano, protetta solamente da una guarnigione ai francesi. Napoleone decise di inseguirli, riuscendo ad intercettare la loro retroguardia a Lodi due giorni dopo, il 10 maggio.